# Wyścig Wielkiej Brytanii WTCC

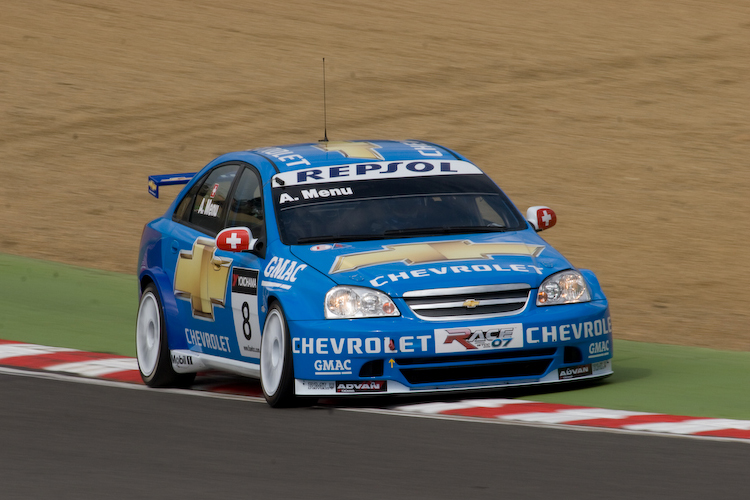
Alain Menu na Brands Hatch w 2008

Wyścig Wielkiej Brytanii WTCC – runda World Touring Car Championship rozgrywana w latach 2005–2011 na torach Silverstone Circuit, Brands Hatch i Donington Park w Wielkiej Brytanii. Pierwszy Wyścig Wielkiej Brytanii odbył się w sezonie 2005 na torze Silverstone Circuit. Rok później rundę tę przeniesiono na Brands Hatch koło miasta Swanley w hrabstwie Kent, gdzie rozgrywana była do sezonu 2010 włącznie. W sezonie 2011 Wyścig Wielkiej Brytanii rozegrano na torze Donington Park w miejscowości Castle Donington w hrabstwie Leicestershire.

## Zwycięzcy
| Sezon | Kierowca                    | Samochód          | Zespół                 | Lokalizacja    | Wyniki |
| ----- | --------------------------- | ----------------- | ---------------------- | -------------- | ------ |
| 2005  | Wyścig 1: Gabriele Tarquini | Alfa Romeo 156    | Alfa Romeo Racing Team | Silverstone    | Wyniki |
| 2005  | Wyścig 2: Rickard Rydell    | SEAT León         | SEAT Sport             | Silverstone    | Wyniki |
| 2006  | Wyścig 1: Yvan Muller       | SEAT León         | SEAT Sport             | Brands Hatch   | Wyniki |
| 2006  | Wyścig 2: Alain Menu        | Chevrolet Lacetti | Chevrolet              | Brands Hatch   | Wyniki |
| 2007  | Wyścig 1: Alain Menu        | Chevrolet Lacetti | Chevrolet              | Brands Hatch   | Wyniki |
| 2007  | Wyścig 2: Andy Priaulx      | BMW 320si         | BMW Team UK            | Brands Hatch   | Wyniki |
| 2008  | Wyścig 1: Jörg Müller       | BMW 320si         | BMW Team Germany       | Brands Hatch   | Wyniki |
| 2008  | Wyścig 2: Alain Menu        | Chevrolet Lacetti | Chevrolet              | Brands Hatch   | Wyniki |
| 2009  | Wyścig 1: Alain Menu        | Chevrolet Cruze   | Chevrolet              | Brands Hatch   | Wyniki |
| 2009  | Wyścig 2: Augusto Farfus    | BMW 320si         | BMW Team Germany       | Brands Hatch   | Wyniki |
| 2010  | Wyścig 1: Yvan Muller       | Chevrolet Cruze   | Chevrolet              | Brands Hatch   | Wyniki |
| 2010  | Wyścig 2: Andy Priaulx      | BMW 320si         | BMW Team RBM           | Brands Hatch   | Wyniki |
| 2011  | Wyścig 1: Yvan Muller       | Chevrolet Cruze   | Chevrolet              | Donington Park | Wyniki |
| 2011  | Wyścig 2: Yvan Muller       | Chevrolet Cruze   | Chevrolet              | Donington Park | Wyniki |